# Jawa (Star Wars)

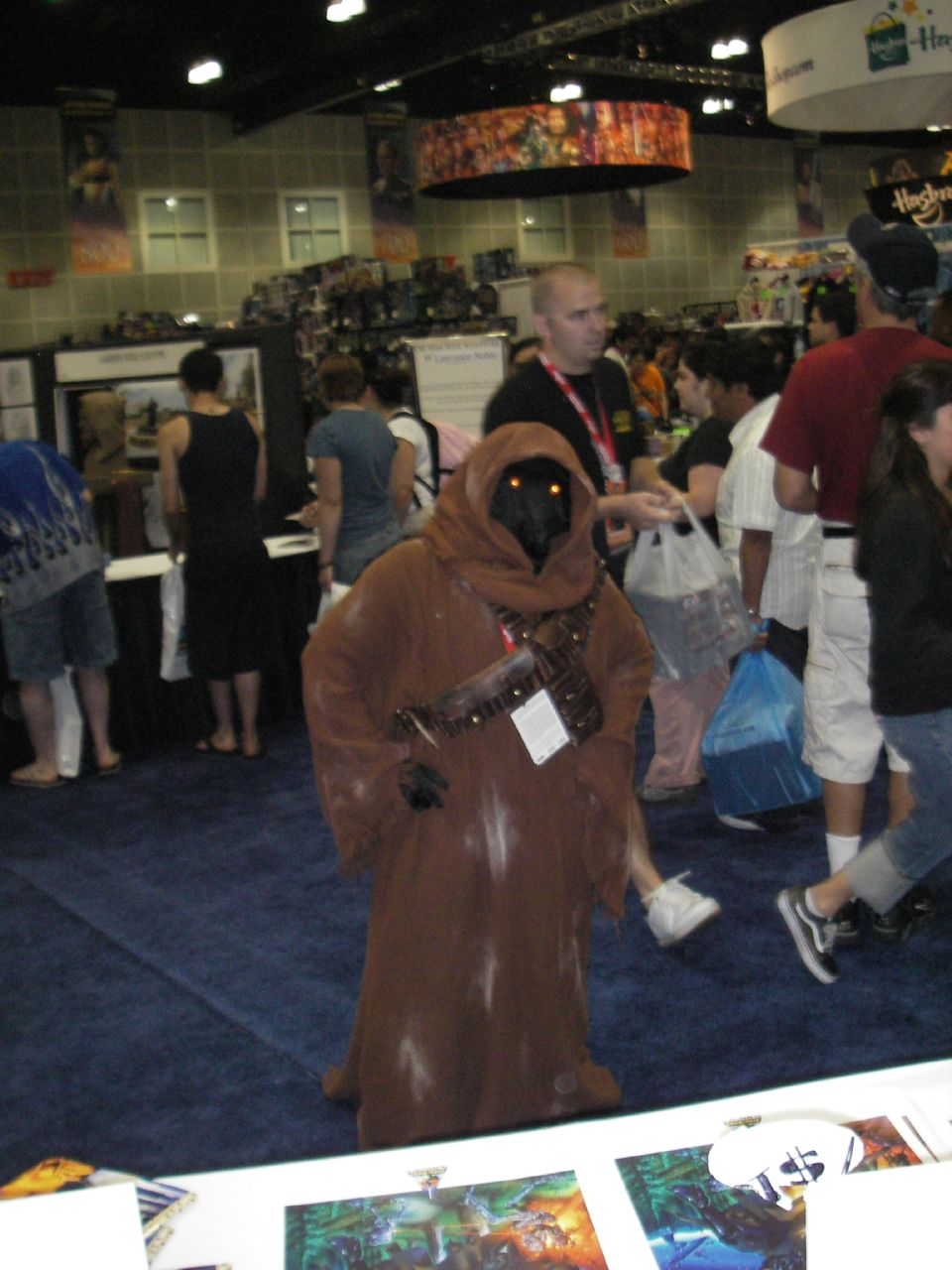
Een Star Wars-fan verkleed als Jawa

De Jawa's zijn een fictief volk in het Star Wars-universum. Ze bevolken de planeet Tatooine.
Jawa's zijn dwergachtige wezens, ongeveer 1 meter lang, en dragen bruine mantels en handschoenen. Onder de kappen van hun mantels zijn alleen hun geelgloeiende ogen zichtbaar. Ze verzamelen en handelen in robots en andere tweedehandsonderdelen en -technologie en bewegen zich voort in grote rupsbandvoertuigen, zogenaamde Sandcrawlers.

## Jawa's in deStar Wars-films
In de eerste Star Wars-film, A New Hope, neemt een groep Jawa's de robots C-3PO en R2-D2 gevangen en verkopen ze aan Owen Lars en zijn neef en stiefzoon Luke Skywalker. Later worden deze Jawa's vermoord door stormtroopers die op zoek zijn naar de robots. Jawa's zijn ook te zien in Mos Eisley, waar enkelen een dutje doen aan de kant van de weg. In Return of the Jedi zien we de Jawa's in het paleis van de gangsterbaas Jabba the Hutt.
In The Phantom Menace zijn de Jawa's te zien in de straten van het dorpje Mos Espa en als toeschouwers tijdens de Boonta Eve-podrace. Maar ze ruimen ook de onderdelen van de podracers op en verkopen die weer door. In Attack of the Clones wijzen Jawa's Anakin Skywalker de weg naar zijn moeder Shmi.

## Jawa's inStar Wars-computerspellen
Computerspellen waarin Jawa's voorkomen zijn onder meer Star Wars: Battlefront, Star Wars: Knights of the Old Republic en Star Wars Galaxies. In deze computerspellen zijn ze non-playable characters (computergestuurde, niet-speelbare personages). In het spel LEGO Star Wars II: The Original Trilogy zijn de Jawa's wel speelbaar.